# Don Rutherford
Pour les articles homonymes, voir Rutherford.
Pas d'image ? Cliquez ici

a Compétitions nationales et continentales officielles uniquement.

b Matchs officiels uniquement.
Donald Rutherford, né le 22 septembre 1937 à Tynemouth (Royaume-Uni) et mort le 12 ou 13 novembre 2016, est un joueur de rugby à XV anglais. Il joue en équipe d'Angleterre et évolue au poste d'arrière.

## Carrière

### En équipe nationale
Don Rutherford a honoré sa première cape internationale en équipe d'Angleterre le 16 janvier 1960 contre l'équipe du pays de Galles. Il connaît cinq sélections jusqu'en janvier 1961 où il perd sa place.
Il retrouve le groupe anglais pour sa sixième cape internationale en équipe d'Angleterre le 16 janvier 1965 contre l'équipe du pays de Galles. Il dispute neuf nouvelles rencontres avec le XV de la Rose. Il connaît sa dernière cape le 4 novembre 1967 contre l'équipe de Nouvelle-Zélande.
Il participe à la tournée en 1966 des Lions britanniques en Australie et dispute le premier test-match.

## Palmarès

### En équipe nationale
- 14 sélections en équipe d'Angleterre de 1960 à 1967
- 36 points, 6 transformations, 8 pénalités
- Sélections par année : 4 en 1960, 1 en 1961, 4 en 1965, 4 en 1966, 1 en 1967
- Tournois des Cinq Nations disputés : 1960, 1965, 1966